# 野上ふさ子
野上 ふさ子（のがみ ふさこ、1949年4月3日 - 2012年10月10日）とは、日本のNPO法人「地球生物会議 ALIVE」創設者。動物愛護・動物保護活動家。日本の新左翼活動家・著作家。アイヌ民族の権利のための活動と「ポン・フチ」のペンネームで著作を書き、北海道で開発反対運動をする。後に動物実験反対、原発反対を主張し、更に動物愛護・動物保護・環境保護を訴えた。

## 人物
1949年新潟県生まれ。学園紛争で立命館大学文学部哲学科を中退し、北海道に渡り、アイヌの権利のための新左翼活動を行う。野上は“和人”(大和民族)であるが、アイヌ名「ポン・フチ（ポンフチ）」と名乗って1976年にアイヌ民族に関する著作を出し始めた（当時の模様はアイヌ革命論を参照）。野上はその後、アイヌ民族活動の仲間と共に、日高横断道路や沙流川ダムの建設に反対した。約10年間、アイヌモシリ(アイヌの大地)に滞在した。
1984年、東京でエコロジー社を設立し、エコロジー総合誌「生命宇宙」を創刊。エコロジカルな暮らしと世界観をアピールしたが4号で廃刊した。この頃から、動物実験反対を主張する。
1986年7月、第14回参院選北海道選挙区で「日本みどりの連合」から出馬し落選（詳しい選挙結果は55年体制期（第4回から第16回まで））。
1989年7月、第15回参院選全国区比例区に「みどりといのちのネットワーク」から出馬し落選。
1991年 - 1992年、リサイクル運動市民の会情報誌「くらしの木」に動物実験について連載。これは、1993年に「動物実験を考える」として出版し反響を得る。また、1992年、公明機関紙に「見えない苦しみ聞こえない叫び--動物実験を考える」とタイトルした、動物実験について告発を連載。
1996年、後述の内部紛争により動物実験廃止・全国ネットワーク（AVA-net）を設立し、更にNPO法人「地球生物会議ALIVE」を設立。1997年には、AVA-net の代表も兼任した。動物実験反対のみならず、ALIVEの活動の一環で動物園を調査する“ズーチェック運動”をマスメディアを通じ日本に伝えるなど動物権利運動を行い、のちに環境省の「動物愛護管理のあり方検討小委員会」の委員を務めた。
2012年まで日本ペンクラブの環境委員会幹事であり、シンポジウムなどを行った。
2012年10月10日に乳がんで死亡。63歳没。
2012年12月、自伝『いのちに共感する生き方　人も自然も動物も』（彩流社）が死後出版される。あとがきは死の2日前の日付となっている。

## 動物愛護・動物保護活動家へ転進
- 野上はもともと動物園が嫌いで、子供の頃(昭和30年代)から「かわいそう」に感じていたという[18]。
- 野上は、北海道から東京へ戻り「生命宇宙」の出版活動をしていた頃（1980年代前半）に、イギリスの知人から、昔からの動物実験の有様を教えてもらった。これが転機になったという[3]。自伝によれば、1985年10月に太田竜の司会で開催された「動物実験是か非か」を問う討論会が行われ、その内容を『生命宇宙』に掲載したのが動物実験問題について初めて考えるきっかけになったという。[19]
- 1986年3月に動物実験の廃止を求める会が発足し、野上も発起人の一人となった。その後中心メンバーの太田竜夫妻の脱退をうけ、野上が会の運営の中心になり、1991年には事務局長に就任した。[20]

## 敗訴とAVA-net設立
動物愛護・動物実験反対団体『動物実験の廃止を求める会(JAVA)』での活動において、1995年、事務局長の野上は役職を辞任させられた。　野上の自伝での言い分によれば、「医科学研究における動物実験問題は分からない、やりたくない、こわい」という立場のグループが会を分裂させたのだという。そして、「こともあろうに分裂グループは夜中に合い鍵を使って事務所に入り、会員名簿と会の資金をすべて持ち去った」、「多数決で私の代表権を奪うために、私のいない議事録会議を作成し、多数決で会を乗っ取った」、と野上は言う。 こうして、対立グループの言い分によれば、「私を追放するための陰謀だ。乗っ取りだ。新しい事務局長など認めない。」と、解任を不服とした野上が地方会員を動員して別の『動物実験の廃止を求める会』を設立し、その他JAVAの活動を妨害したことにより、JAVAから提訴され、1997年に最高裁で野上の敗訴が確定した。野上は一審敗訴の直後1996年に会の名称を替えて『動物実験廃止・全国ネットワーク(AVA-net)』とし、また動物愛護・動物保護団体地球生物会議ALIVEも設立した。

## ポン・フチの著作
- アイヌ語は生きている 新泉社,1976年,単行本242ページ,ASIN B000J94L4S,筆名"ポン・フチ"
  - アイヌ語は生きている:ことばの魂の復権 改訂版 新泉社,1987年4月,単行本255ページ,ISBN 978-4787787064,筆名"ポン・フチ"
- ユーカラは甦える:アイヌ語世界への入門 新泉社,1978年5月,単行本269ページ,ASIN B000J8PLCA,筆名"ポン・フチ"
  - ユーカラは甦える:アイヌ語世界への入門 改訂版 新泉社,1987年5月,単行本270ページ,ISBN 978-4787787118,筆名"ポン・フチ"
- ウレシパモシリへの道:アイヌ文化に学ぶ 新泉社,1980年11月,単行本254ページ,筆名"ポン・フチ"
  - ウレシパモシリへの道 改訂版 新泉社,1992年2月25日,単行本269ページ,ISBN 978-4787780072,筆名"ポン・フチ"

上記3冊は文化庁の「危機的な状況にある言語・方言の実態に関する調査研究事業」で文献として取り上げられた。

## 野上ふさ子の著作
- 日本奴隷史事典:庶民日本史料 ,阿部弘蔵(著),八切止夫(校註),野上ふさ子(校閲),日本シェル出版,463頁,1980年10月,ISBN 978-4819437264[30][31]
- 動物実験を考える―医学にもエコロジーを 三一書房,1993年3月,新書264ページ,ISBN 9784380930041
- (児童書)実験犬シロのねがい (ドキュメンタル童話シリーズ犬編) 井上夕香著,野上ふさ子監修,ハート出版,2001年3月9日,単行本143頁,ISBN 9784892952432
- 新・動物実験を考える―生命倫理とエコロジーをつないで 三一書房,2003年4月,単行本285頁,ISBN 9784380032035
- 人間動物関係論 多様な生命が共生する社会へ 養賢堂,松木洋一監修,2012年11月,265頁,ISBN 9784842505077[32]
- いのちに共感する生き方 人も自然も動物も 彩流社,2012年12月,単行本359頁,ISBN 9784779118487[2]
- アイヌ語の贈り物―アイヌの自然観にふれる 新泉社,2012年12月,単行本206頁,ISBN 9784787712158

## 野上ふさ子の発言
- 運動「精神性の回復」を呼びかけて米で初の「みどり」派大集合, Asahi journal (朝日新聞社), p102 - 102, 1987-07, ISSN 0571-2378 [33]
- アイヌ文化に環境保全の"心"を学べ, 公明 (365), p130-133, 1992-06, ISSN 0454-2436 [34] … (内容)インタビュー
- 見えない苦しみ聞こえない叫び--動物実験を考える, 公明(369), p164 - 173, 1992-10, ISSN 0454-2436 [10]
- ペットブームの裏側で 犬・猫「処分」の実態を知ってますか, 金曜日(267), p52 - 54, 1999-04-09 [35]
- 学校での動物飼育を考える,子どものしあわせ(576), p28 - 33,日本子どもを守る会 編, (出版)草土文化, 1999-07 [36]
- 英国の動物福祉法概説, 畜産の研究(54), p437-442, (出版)養賢堂, 2000-04 [37]
- 野生動物を家畜化する「クマ牧場」のやりたい放題, 金曜日(347), p34 - 36, 2000-11-17 [38]

インターネットでの発言
- まずは疑って係! ショップで売れ残った犬はどうなるの? ,Webマガジン 月刊チャージャー,2010年9月,5ページ [39]… (内容)インタビュー

## 番組出演
- BSディベートアワー「63億人の地図 滅びゆく生き物を救えるか」第一部：野生生物の「利用」は認められるか,2004年11月28日,夜10:10〜12:00,NHK衛星第一,【95659683】,(出演)坂元雅行、立松和平、石井信夫[40][41]
  - 2004年12月4日に再放送あり[42]。